# NGC 636
NGC 636 (други обозначения – MCG -1-5-13, PGC 6110) е елиптична галактика (E3) в съзвездието Кит.
Обектът присъства в оригиналната редакция на „Нов общ каталог“.